# Hyloxalus yasuni
Espèce
Hyloxalus yasuni est une espèce d'amphibiens de la famille des Dendrobatidae.

## Répartition
Cette espèce est endémique d'Équateur. Elle se rencontre dans les provinces d'Orellana, de Napo et de Sucumbíos entre 200 et 1 095 m d'altitude.

## Description
Les mâles mesurent de 19 à 25,8 mm et les femelles de 21,3 à 28,9 mm.

## Étymologie
Cette espèce est nommée en l'honneur du parc national Yasuni.

## Publication originale
- Páez-Vacas, Coloma & Santos, 2010 : Systematics of the Hyloxalus bocagei complex (Anura: Dendrobatidae), description of two new cryptic species, and recognition of H. maculosus. Zootaxa, no 2111, p. 1-75.